# 卡尔·格罗斯曼

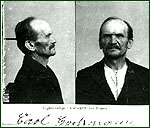
卡尔·格罗斯曼

卡尔·格罗斯曼（Carl Großmann，1863年12月13日—1922年7月5日）是一名德国連環殺手、色狼，他在等候审判结束期间自杀身亡。

## 早期生活
他在青年时期曾因调戏10岁女童和强奸4岁女童而服刑15年（那位4岁女童在判决下达后不久就死了）。
一战期间，格罗斯曼曾在黑市出售肉类，甚至还在自家附近的火车站开过一个热狗摊。

## 逮捕
1921年8月21日，格罗斯曼在位于柏林的公寓里被捕，邻居在听到尖叫以及撞击声后报了警。警察冲入室内，发现床上有一具被杀害的年轻女子的尸体。格罗斯曼被拘留，他被控犯有謀殺罪。
邻居们称，在过去的几年里，格罗斯曼似乎总能找到女伴，其中大多是看上去穷困潦倒的年轻女子。她们中有很多都去过格罗斯曼的公寓，但没几个再走出来。没人知道格罗斯曼到底杀了多少人。他的公寓里只有他最后一位受害者的尸体，另外还有血迹，表明她在被捕前的几周里，至少还杀害了3人。
一份1921年的报道称格罗斯曼交代了自己在20年的时间里犯下了大约20起谋杀。一份1922年的报道则称格罗斯曼承认杀害过4名女性。也有人称大约有50名女性走进过格罗斯曼的公寓，最终在里面被杀并被肢解。
在审判结束之前，格罗斯曼在牢房里自缢身亡，因此没有被判犯有谋杀罪。